# مجلس استرالیا

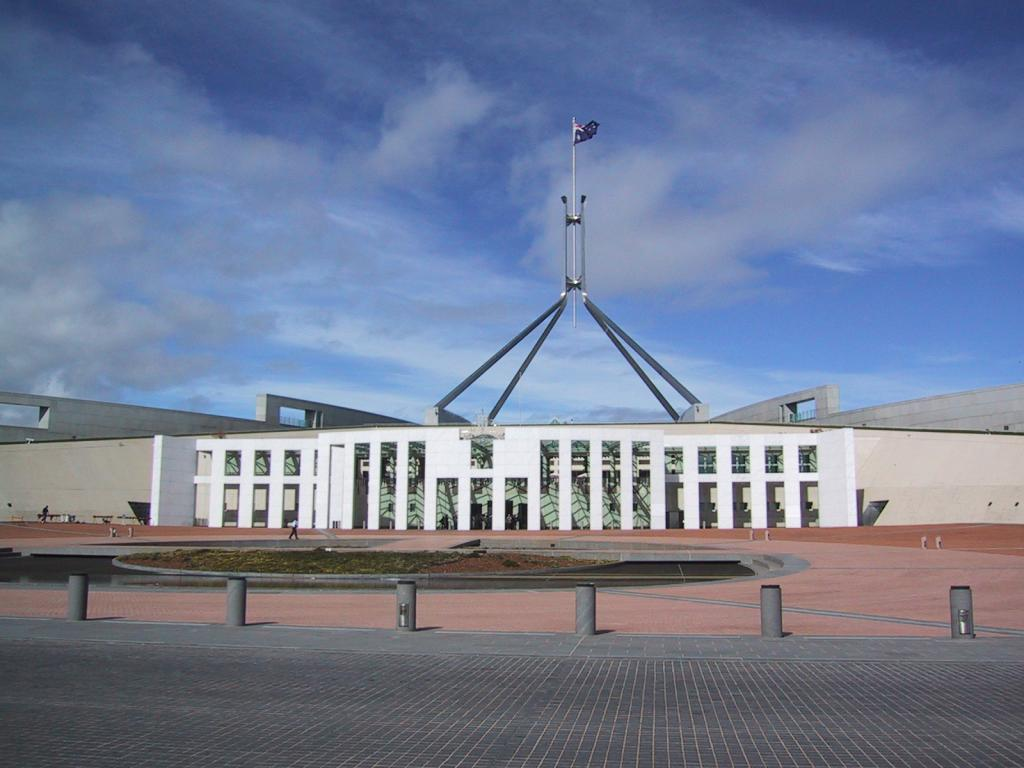
نمایی از ساختمان جدید مجلس استرالیا در شهر کانبرا - ۲۰۰۱

مجلس استرالیا یا مجلس قلمروهای همسود قوه مقننه حکومت استرالیا به شمار می‌رود. مانند بسیاری از کشورها این کشور مجلس دومجلسی (عوام و سنا) دارد که از کنگره آمریکا تاثیر زیادی می‌گیرد. طبق قانون اساسی استرالیا مجلس آن سه بخش اصلی دارد. پادشاه بریتانیا، مجلس سنا و مجلس نمایندگان
از ۷۶ کرسی مجلس سنا، در ژوئیه ۲۰۰۸ حزب کارگر استرالیا و حزب لیبرال استرالیا ۳۲ کرسی را در اختیار دارند چهار کرسی در اختیار ملی‌گرایان، پنج کرسی در اختیار سبزهای استرالیا و بقیه دست حزب‌های کوچک است.